# Rob'n'Raz featuring Leila K
Rob'n'Raz featuring Leila K är ett musikalbum med Rob'n'Raz och Leila K utgivet i maj 1990.

## Låtlista
1. Acozawea
2. Got to Get
3. On Tour
4. Just Tell Me
5. Human Drummer
6. It Feels so Right
7. From Scratch
8. Rok the Nation
9. Do Something Nice
10. Love 4 Love
11. Fonky Beats for Your Mind
12. Dance the Fonk
13. Mind Expander

Första singeln Got to Get blev sommaren 1989 ett stort genombrott både för Rob'n'Raz och den unga rapperskan Leila K. Andrasingeln Rok the Nation bygger på ett trumbreak samplat från Visions of China (1981) med brittiska new-Wave-bandet Japan.